# 哈菲兹
哈菲兹（本名沙姆斯丁·穆罕默德，约1315年—约1390年），为最有名的波斯抒情诗人，常被誉为“诗人的诗人”。据统计他的诗集在伊朗的发行量仅次于《古兰经》。哈菲兹为其笔名，意为“能背诵《古兰经》者”。他还有许多其他称号如“神舌”、“天意表达者”、“设拉子夜莺”等。在伊朗，10月12日为哈菲兹日。

## 生平
尽管哈菲兹在波斯是非常有名，但有关他的生平的资料却很少，而且可信度还不高。关于他的出生年就有好多说法，大致在1315～1327年之间。他生于波斯的设拉子，也有说法出生于伊斯法罕，后移居设拉子。他幼年丧父，受过传统的宗教教育。他从少年时就开始学写诗歌，20岁时就才华出众，曾担任过莫扎法爾王朝的宫廷诗人。他所在的时代十分动荡，而且波斯开始被蒙古人统治。哈菲兹一生绝大部分时间都待在设拉子。他曾在中年结婚，生有两个孩子，但都很早失去。他的妻子也先于他逝世。1387年帖木儿攻陷设拉子，之后两年，哈菲兹因贫困和愤懑逝世，被葬于设拉子郊外的莫萨拉花园。

## 作品及影响

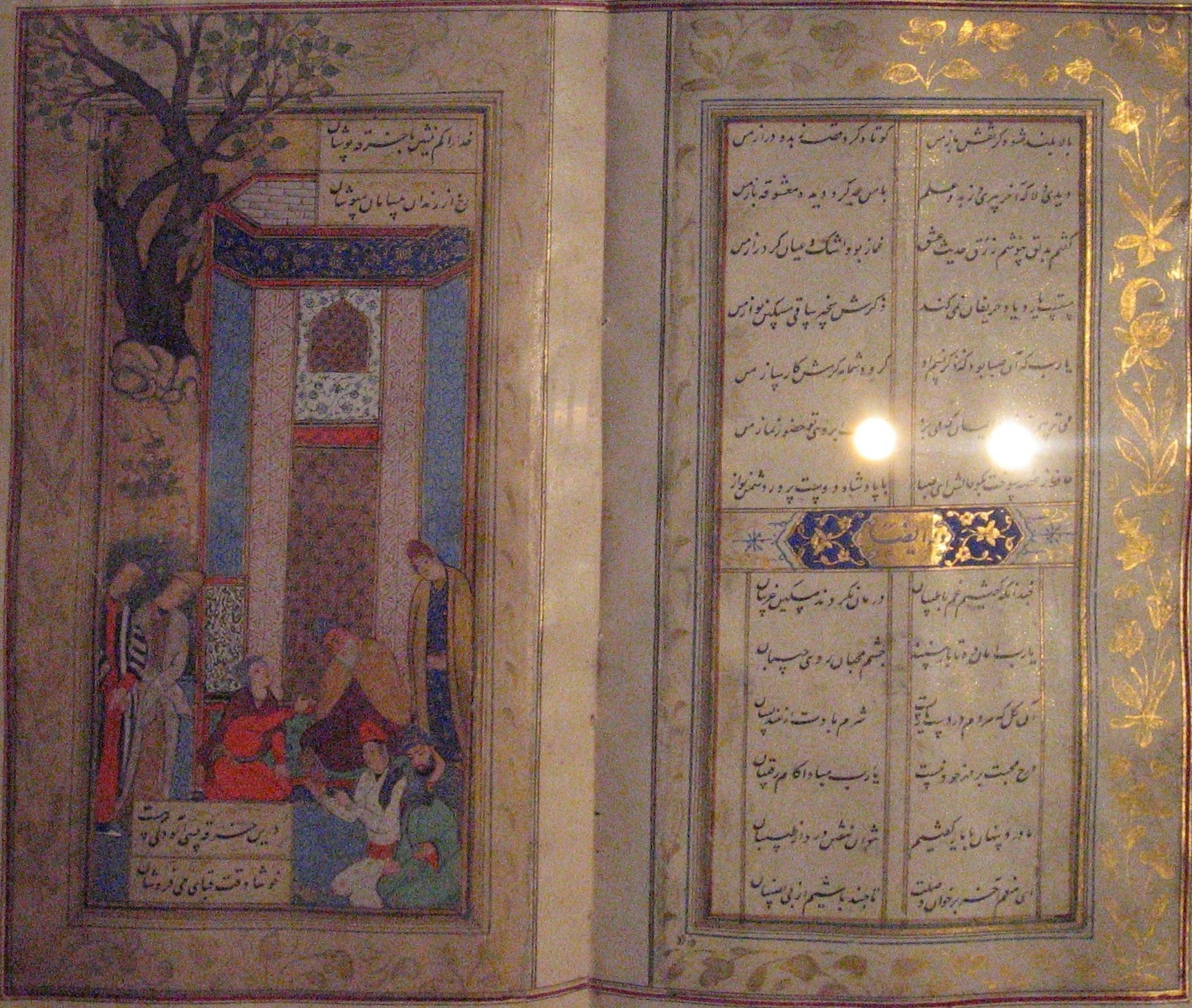
伊朗国家博物馆收藏的17世纪出版的哈菲兹的抒情诗，左边是波斯细密画，右边是他的诗作。

他一生诗作共有500～900多首，主要以“加扎勒”（波斯古典诗歌中的一种抒情诗体）为主，其诗集为《诗颂集》（Divan）。哈菲兹的诗和宗教思想被认为深受苏菲主义影响，但他又极为反对宗教教条，极为追求精神的自由。他的诗歌里最多的主题是爱情和美酒，也有对设拉子美好风光的赞美，以及对黑暗、腐败、虚伪的上层宗教和世俗统治者的抨击。
哈菲兹的作品不仅在波斯文学史上具有重要地位，对欧洲文學也有很大影响。18世纪德国最伟大的诗人歌德受哈菲兹的诗集激发创作了《西东诗集》，还专门做了若干诗歌并汇成“哈菲兹篇”献给哈菲兹。他说：“哈菲兹啊，除非丧失理智，我才会把自己和你相提并论。你是一艘鼓满风帆劈波斩浪的大船，而我则不过是在海浪中上下颠簸的一叶小舟。”早在18世纪中期，哈菲兹的作品就已经被翻译为拉丁文传入欧洲。其后在1771年左右，英国东方学家威廉·琼斯将哈菲兹的诗翻译成英文、法文、拉丁文和希腊文出版，促成其在欧洲的广为传播。很多大诗人诸如普希金、莱蒙托夫、叶赛宁、爱默生以及尼采、丹纳、黑格尔、恩格斯等哲学家，都赞誉过哈菲兹。印度在2004年发行过纪念哈菲兹的邮票。

### 对音乐的影响
很多音乐家（尤其是波斯作曲家）由哈菲兹的诗得到灵感创作出作品，或直接为他的诗篇作曲。土耳其作曲家布胡里扎德·穆斯塔法·伊特里根据一首哈菲兹的诗创作了他的代表作《Neva Kâr》。波兰作曲家卡罗尔·席曼诺夫斯基根据哈菲兹作品的德文译本创作了声乐套曲《哈菲兹情歌集》。

### 书册占卜
许多伊朗人使用哈菲兹的《诗颂集》来做占卜。伊朗家庭经常在家里放有一本哈菲兹的《诗颂集》。当他们在纳吾肉孜节或耶尔达节聚会时，会随机打开《诗颂集》的一页并朗读该页的诗篇。他们相信这一页的诗篇会预测出他们的未来的一些事情。

## 墓地

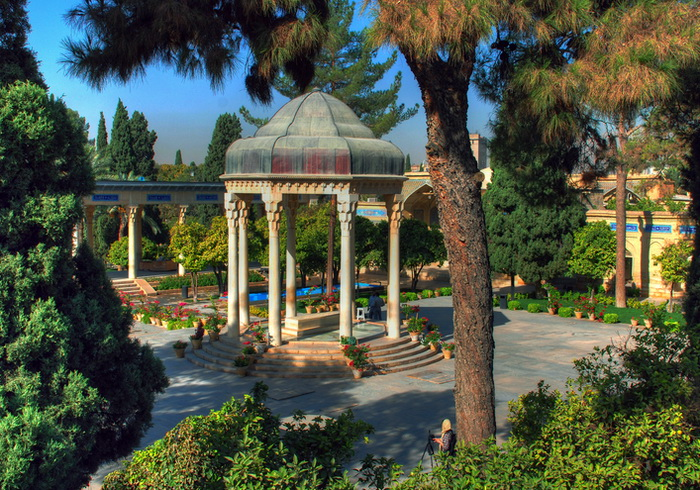
位于设拉子的哈菲兹墓。

在哈菲兹死后20年，人们在设拉子郊外的莫萨拉花园建造了一座陵墓以纪念哈菲兹。当前的哈菲兹墓是由法国考古学家和建筑师安德烈·戈达尔于1930年代晚期设计制造的。在哈菲兹的汉白玉墓棺上刻有他的两首诗。哈菲兹墓是伊朗所有旅游古迹中游客最多的名胜。

## 诠释
西方学者一直都在研究和争论，哈菲兹的作品是应该做文学的诠释还是神秘主义的解释，又或者二者兼有。一方面，一些学者（如威廉·琼斯）将哈菲兹看作与欧洲爱情诗人（如彼特拉克）类似的传统的抒情诗人。另一方面，一些学者（如亨利·威尔伯福斯-克拉克）将哈菲兹看作追随鲁米的说教的而陶醉的神秘主义诗人，但是现代学者不太同意这个观点。

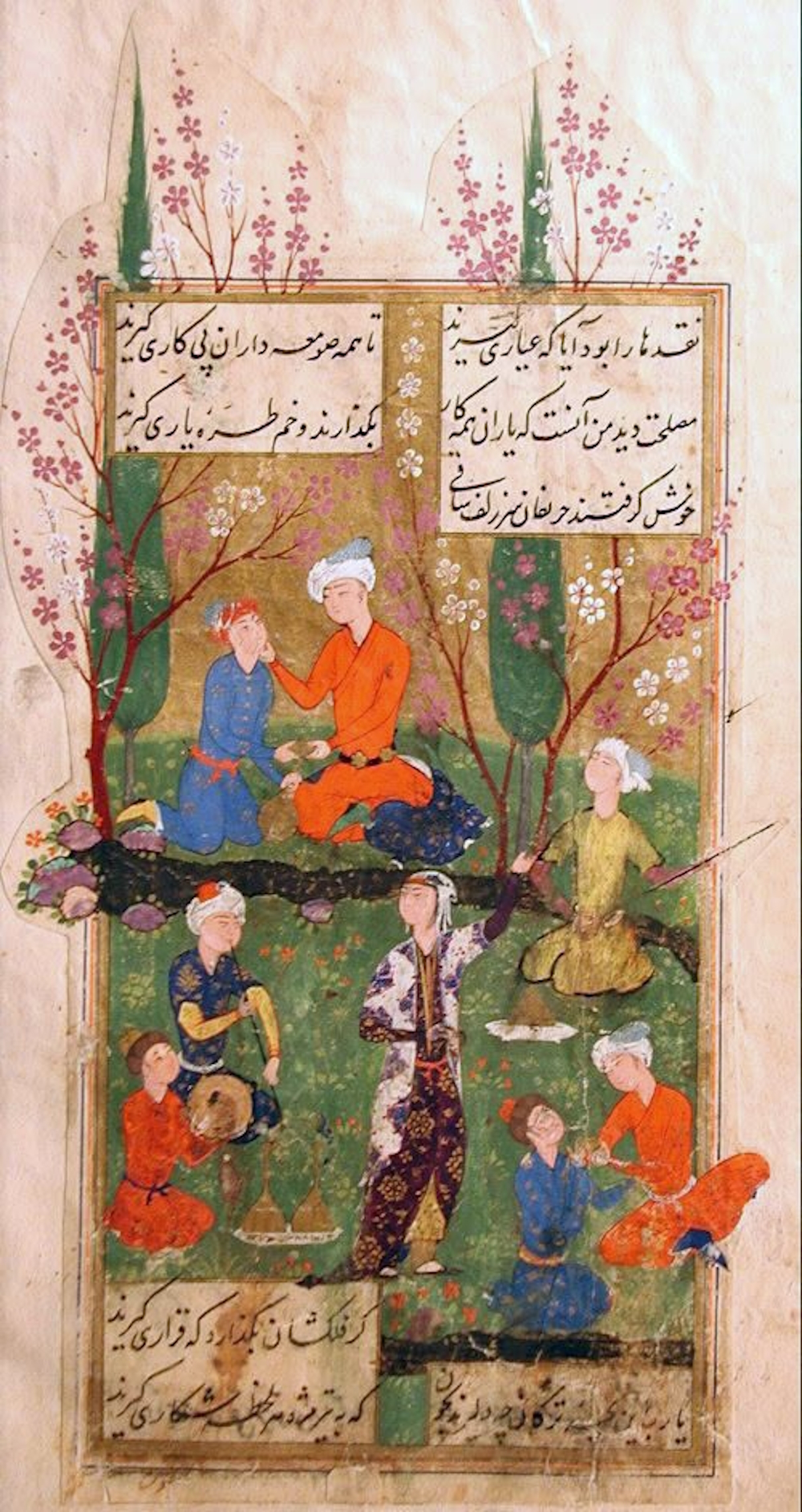
哈菲兹的《诗颂集》，波斯细密画，1585年。

在波斯文学史早期，神秘主义者相信诗歌比散文更合适传达那些不可言喻的东西，他们统治了当时诗歌的语言。在创作神秘主义的内容的诗歌时，他们在每一个词语和意象里都渗透着神秘主义的底色，从而使得抒情诗体和神秘主义汇聚成一个合一的传统。作为这种诗歌语言传统的影响的结果，没有一个14世纪的波斯诗人写出的抒情诗不带有神秘主义的烙印。虽然有些诗人（如乌贝德·查康尼）试图靠写作讽刺诗来远离这种神秘主义与抒情性交融的传统，但哈菲兹却接受这种交融并因此而大为成功。惠勒·萨克斯顿曾经说过，哈菲兹“将人文的和神秘主义的爱的复调吟唱的是如此平衡……以至于很难将彼此分开。”
因为这种交融，翻译哈菲兹的历史就变得复杂，很少有西方语言的翻译作品能完全成功，一般或注重意境，或注重韵律。